# Везер (река у Немачкој)
Везер је река у северозападној Немачкој, у покрајини Доња Саксонија и граду-покрајини Бремен. Има дужину од 440 km (са Вером 744) и слив површине 41.094 km². Средњи проток воде је 325 m³/s.
Настаје спајањем река Фулда и Вера код града Хановер-Минден. Улива се у Северно море код града Бремерхафен. У доњем току Везер је регулисан каналима и повезан са рекама Емс и Елба. Најзначајнији град на реци Везер је Бремен.